# Sanitas
Le Sanitas ou Sanitas-Rotonde est un quartier français du centre de Tours, situé entre le centre-ville et les rives du Cher, à proximité de la gare. Il a été construit après la Seconde Guerre mondiale pour partie sur un terrain autrefois dévolu à des ateliers et entrepôts de chemin de fer de la SNCF. Dans le contexte des Trente Glorieuses, son développement est encouragé par l’État pour faire face à une demande inédite de logements. Essentiellement constitué de grands ensembles sociaux, les étapes d'urbanisation du quartier s'étalent entre la fin des années 1950 et 1970. Son nom vient du latin « santé » et lui a été attribué car la zone abritait autrefois des établissements de soins. 
Peuplé de quelque 9 000 habitants et comportant près de 5 000 logements, le quartier compte le plus grand parc d'habitations à loyer modéré (HLM) du département d'Indre-et-Loire et rencontre des difficultés économiques et sociales importantes. Sa population est principalement jeune et modeste, le quartier étant le plus pauvre de la métropole de Tours. Il est classé en tant que quartier prioritaire et fait l'objet de projets de réhabilitations de l'agence nationale pour la rénovation urbaine depuis les années 2000. Cependant, sa position relativement centrale au sein de la ville de Tours lui permet un bon accès aux transports et services publics.

## Historique du développement

### Origines

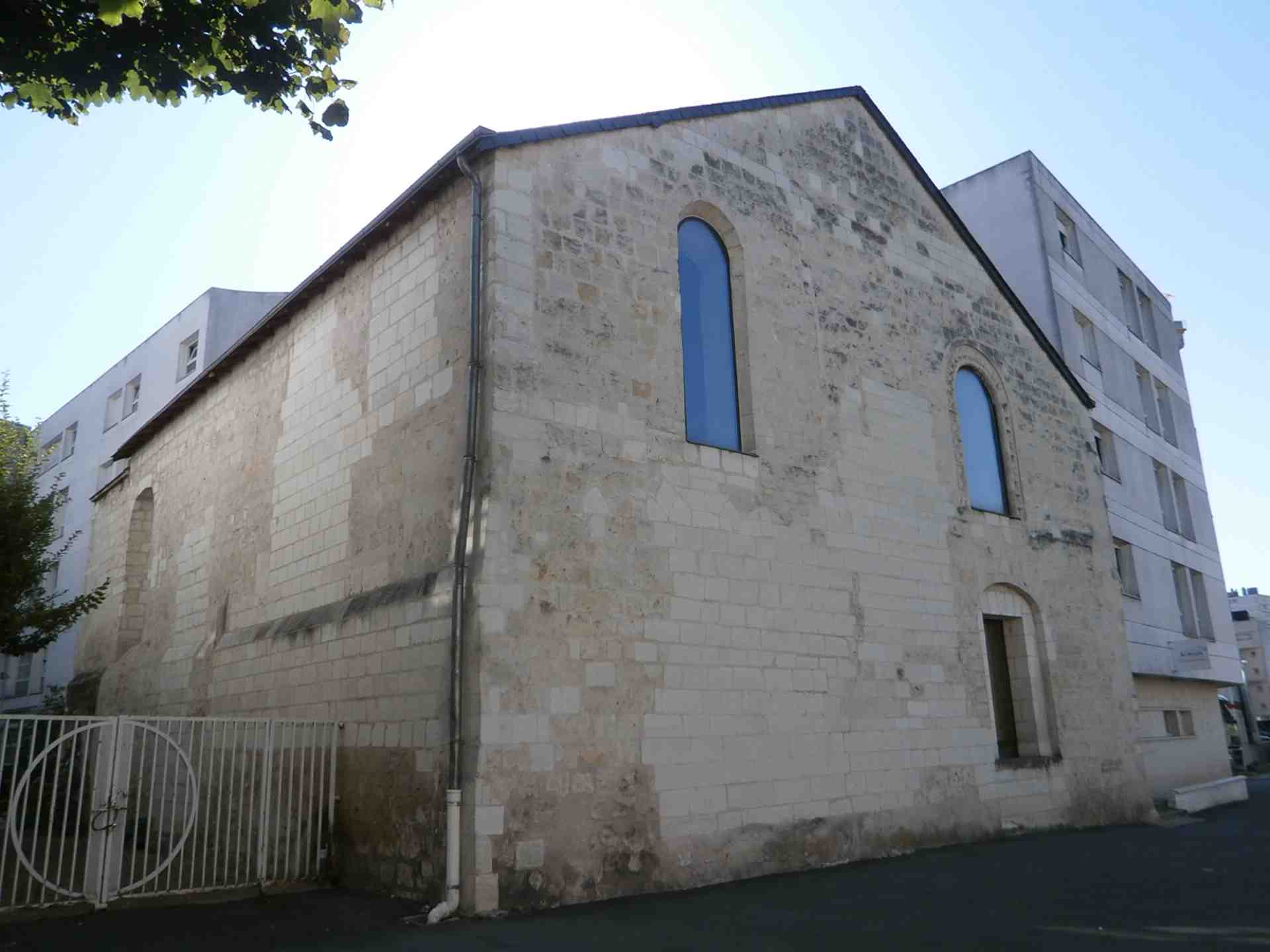
La chapelle de la Maladrerie Saint-Lazare.

L'appellation Sanitas vient du terme latin pour santé. Au Moyen Âge, l'emplacement actuel du quartier était une zone sujette aux inondations appelée la Varenne, qui s'étendait jusqu'au rives du Cher, tout en offrant certains espaces secs surélevés qui échappaient aux crues. Cela permet l'édification d'une léproserie, la maladrerie Saint-Lazare, au XIIe siècle, pour accueillir des lépreux en dehors de la ville. Au XIVe siècle, l'établissement sert de maladrerie, à cause des épidémies de peste. Il est ensuite transformé, en 1692, pour accueillir des officiers invalides. La chapelle Saint-Lazare est le dernier vestige de l'ancienne léproserie ; à la suite de fouilles dans la nef, une soixantaine de squelettes portant des lésions caractéristiques de la lèpre y ont été trouvés. La présence de cet établissement hospitalier, tout comme celle d'autres structures qui se sont multipliées dans cette zone avec les grandes épidémies de peste au XIVe siècle, explique le nom donné aujourd'hui à ce lieu.
Jusqu’en 1880, le reste de ce territoire est composé de zones cultivées et de maisons rurales dont la population est très faible, du fait du caractère submersible de cette zone. Les quelques dizaines d'habitants, répartis en hameaux, dépendaient de Joué-lès-Tours, elle-même du ressort de l’élection de Tours jusqu'à la Révolution française,. Toutefois, ces terres sont riches et fertiles, et échappent au cens du fait du caractère multiple des parcelles, qui sont généralement directement exploitées par de petits propriétaires. En outre, on trouve la trace au XIVe siècle d'une exploitation d'argile noire, vraisemblablement dans des petites carrières, autour de Saint-Lazare.
Au début du XXe siècle, une importante partie de la zone appartient à la SNCF du fait de sa proximité avec la gare de Tours et les lignes de chemins de fer. On y trouve des dépôts et des ateliers, qui se sont installés dès 1908 dans la zone. Parmi les usines, on trouve notamment les établissements Billard et une importante usine de construction de locomotives à vapeur. Dans la nuit du 19 au 20 mai 1944, au cours de la Seconde Guerre mondiale, la zone est bombardée par les Alliés et l'usine de locomotive est détruite.

### Fondation du Sanitas

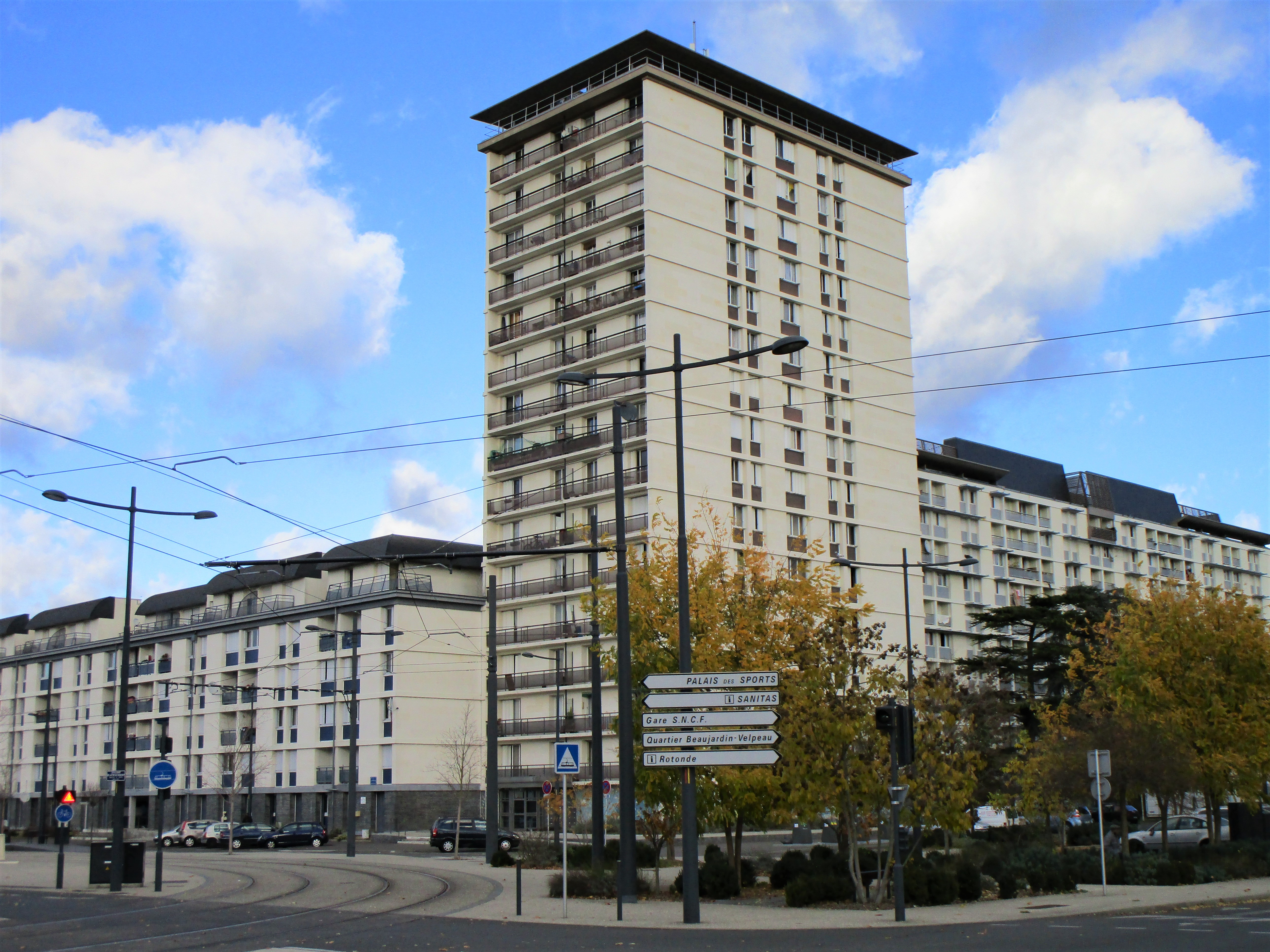
Immeubles issus du « lot des 811 » inaugurés en 1959.

Après la Seconde Guerre mondiale, dans le contexte des Trente Glorieuses, la ville de Tours fait face à d'importants besoins de logements avec l'explosion des naissances, l'exode rural et l'arrivée de travailleurs immigrés. La commune acquiert alors une partie de l'emprise ferroviaire attenante à la gare de Tours. Des expropriations ont lieu et les entreprises ferroviaires quittent la zone industrielle en 1956. Tours dispose alors de terrains à bâtir qui préfigurent un tout nouveau quartier appelé le « Sanitas ». Le déplacement de la gare afin de faciliter les travaux a été un temps envisagé avant d'être rejeté. 
En 1953, le ministre Maurice Lemaire accorde à la ville de Tours des fonds exceptionnels pour un programme pilote expérimental de vastes constructions de logements. Le chantier mis sur pied est d'une grande ampleur, et l'État le confie à l'architecte Jacques Henri-Labourdette en 1954. Il prévoit dans son projet un maillage de rues et deux grands axes : l'avenue du Général de Gaulle et le boulevard de Lattre de Tassigny. Les constructions de Labourdette sont à l'image de l'architecture audacieuse de l'époque, il réalise de grands ensembles avec des hautes tours et de longues barres, les premiers de l'agglomération.

### Urbanisation

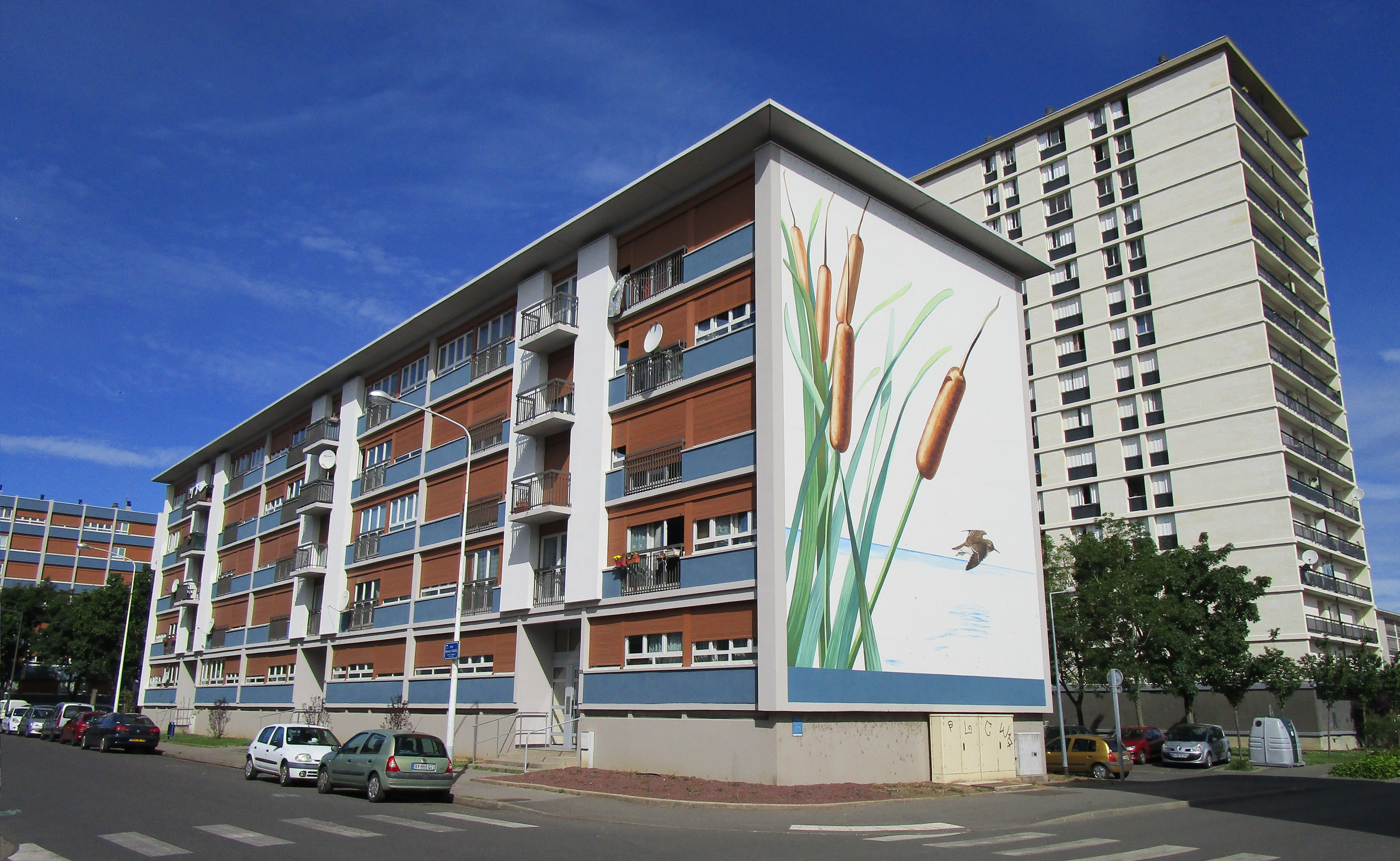
« Bâtiment E » construit en 1970 sur la rue Maurice Bedel.

L'Organisme d'habitations à loyer modéré (OPAC) de Tours est le premier à construire douze immeubles dans ce quartier très novateurs à l'époque alors qu'il est submergé par les demandes de locations et que la ville fait face à un mal-logement problématique. C'est le 4 juillet 1958 qu'est inauguré le début des travaux, avec la présence du maire de Tours Marcel Tribut et du ministre de la justice Michel Debré. Les premières livraisons de 811 logements ont lieu en 1959 pour ce qui concerne la première tranche à l'est du boulevard de Lattre de Tassigny. Suivent la réalisation de 1 279 logements en 1961 pour la deuxième tranche, au mail du Petit-Prince et avenue du Général-de-Gaulle. L'érection de la plus grande tour du quartier a lieu en 1965 : la Tour U, haute de 72 mètres, place du commandant Tulasne. Celle-ci marque l'entrée ouest du Sanitas et compte 84 logements à loyer modéré ainsi qu'un centre social,.

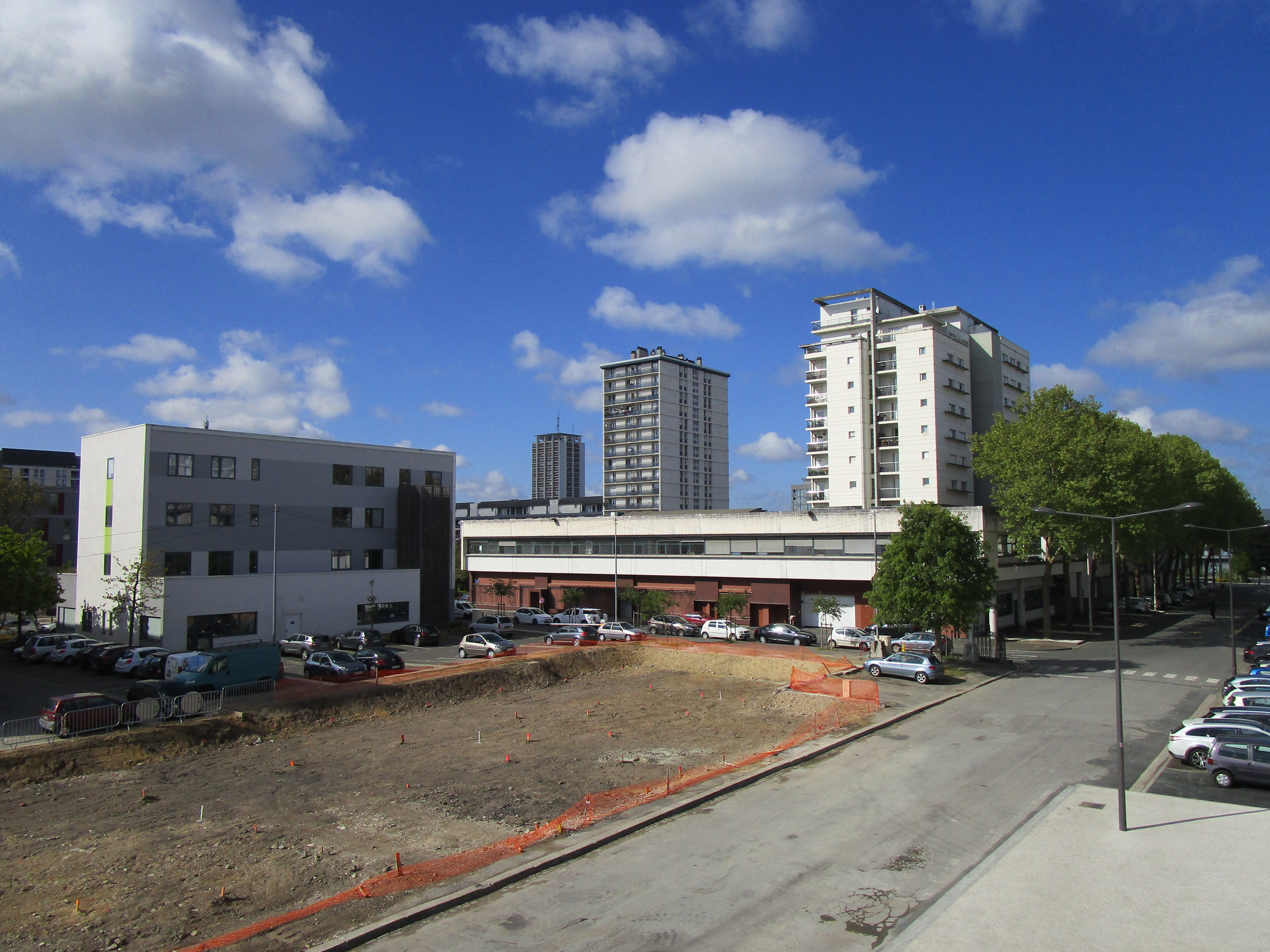
Vue du quartier depuis la passerelle Fournier, avec à droite l'immeuble Blaise Pascal.

Face à une demande plus forte qu'attendue de nouveaux logements, les projets de constructions sont rapidement relancés dans le quartier avec des ensembles de taille largement plus modeste. Les troisième et quatrième tranches de logements sont construites entre 1963 et 1969, douze bâtiments étant disséminés à divers endroits du quartier dans les espaces laissés libres, le long de l'avenue du Général de Gaulle, autour de la place Saint-Paul ou à proximité des voies de chemins de fer notamment. Quelque 800 logements sont ainsi ajoutés et le Sanitas en compte désormais près de 3 000. 
Les constructions sont ensuite étendues vers le sud et des entreprises pétrolières le long des voies de chemins de fer sont expropriées. C'est ainsi que les dernières constructions ont lieu au début des années 1970 dans le secteur dit « Pasteur », où sont implantées huit barres autour d'une tour de quatorze étages inaugurée en 1971. L'année suivante, l'église Saint-Paul est érigée au centre d'une place du même nom. Des difficultés financières touchent les derniers projets, qui sont réduits ou abandonnés dans les années 1970. Un vaste espace laissé libre sera du coup utilisé pour créer le jardin de la place Meffre en 1979. La dernière inauguration a lieu en 1978 sur l'avenue du Général de Gaulle, le bâtiment dit « 1 ter » qui enjambe l'allée de Luynes. Plus aucun immeuble ne sera ensuite implanté dans le quartier, à l'exception d'une tour de dix étages baptisée « Blaise Pascal » sur la place Neuve en 1996. 
Le Sanitas fait ainsi partie des quartiers populaires construits durant les Trente Glorieuses et surtout constitués de grands ensembles. Fait rare, celui-ci est proche du centre-ville mais se trouve en revanche partiellement enclavé par les lignes de chemins de fer à l'est et au sud du quartier. À ce titre, le ministre délégué à la ville Jean-Louis Borloo déclare en 2003 que « Tours est un des cas où l'on a pas joué le phénomène centrifuge en expurgeant du centre-ville les difficultés potentielles de la ville, à la différence de Blois ».

## Infrastructures et aménagement

### Infrastructures

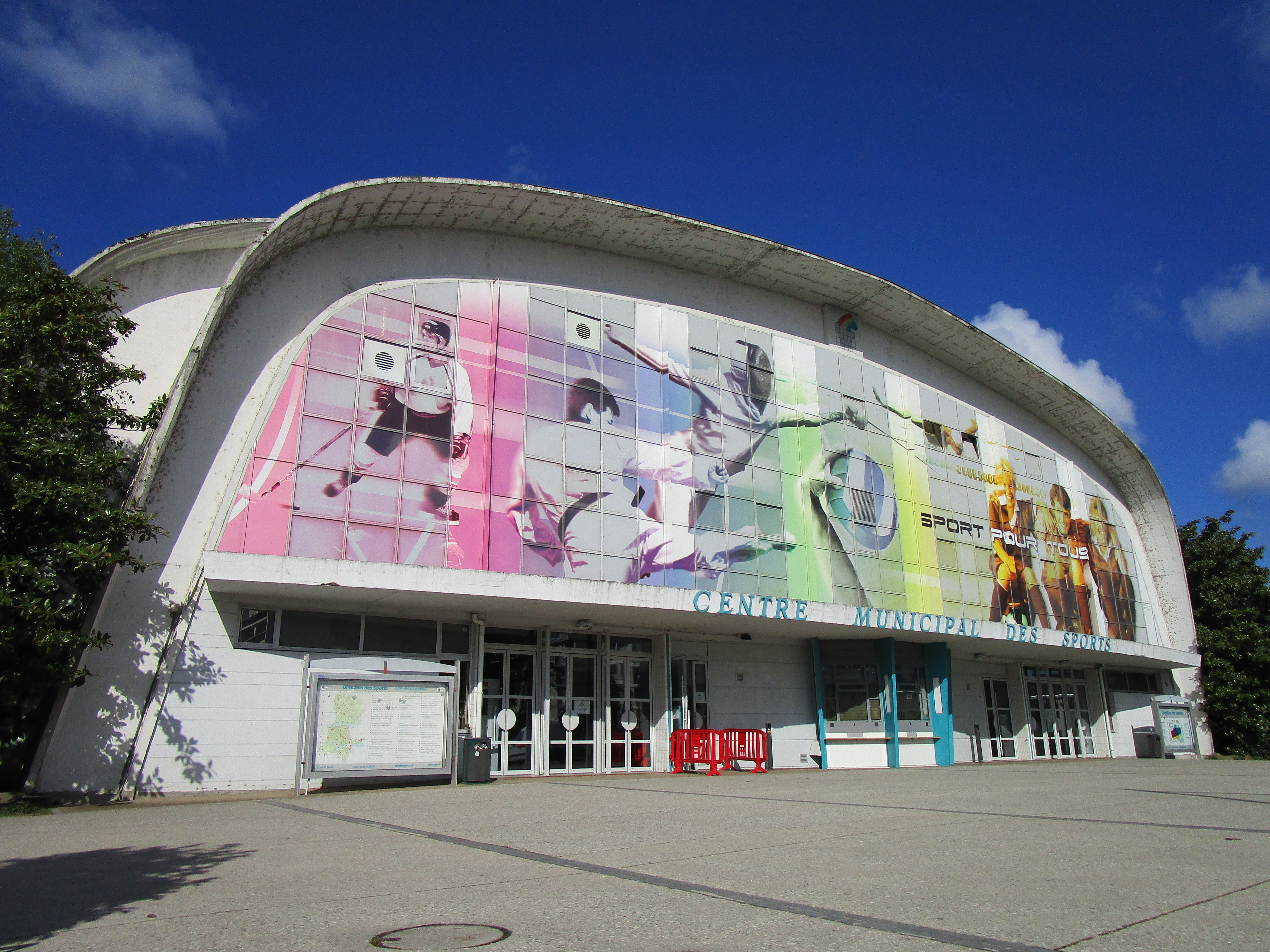
Le Palais des sports.

La ville fait construire le Palais des sports de Tours en 1956, sur le boulevard de Lattre de Tassigny et comprenant une grande salle des sports de 3 000 places, une piscine olympique et une patinoire. Une salle de spectacle et des commerces s'installent ensuite de l'autre côté du boulevard, principalement des petits commerces et un supermarché sur la place Neuve.
À partir de 1965, des logements du CROUS et un restaurant universitaire accueillent les étudiants de l'université François-Rabelais. Des écoles et un collège sont implantés au cœur du quartier. Le collège Pasteur ouvert en 1970 et prévu pour 600 élèves est fermé en 2013. Une église, qui porte le nom d'église Saint-Paul est inaugurée en 1972. Le marché s'établit sur la place Saint-Paul l'année suivante. Avec près de 125 commerçants en 2014, il est le second plus importante de la ville après celui de Velpeau.
Le jardin Meffre est le plus important du quartier, suivi par le jardin Theuriet. Ce dernier est un des projets d'aménagements marquants du début du XXIe siècle. Jardin exotique inauguré le 7 octobre 2007, il reprend l'emplacement de la barre Theuriet, construite en 1959 dans le lot des 811, et démolie en 2005.

### Transports
Après des travaux de 2011 à 2013, le Sanitas est desservi par le tramway de Tours depuis août 2013 dans le but affiché de désenclaver le quartier. Il le traverse en longeant les voies ferrées en partant de la gare, puis en empruntant le mail qui jouxte le boulevard de Lattre de Tassigny. Il rejoint ensuite l'avenue de Grammont en prenant l'avenue du Général de Gaulle. Il marque trois arrêts dans le quartier, du nord au sud : « Palais des sports », « Saint-Paul » au niveau du boulevard de Lattre de Tassigny et enfin « Liberté », entre la place du Commandant Tulasne et la place de la Liberté.
Les espaces publics ont été repensés, avec l'aménagement d'espaces verts et de voies piétonnes le long de la ligne de tramway.

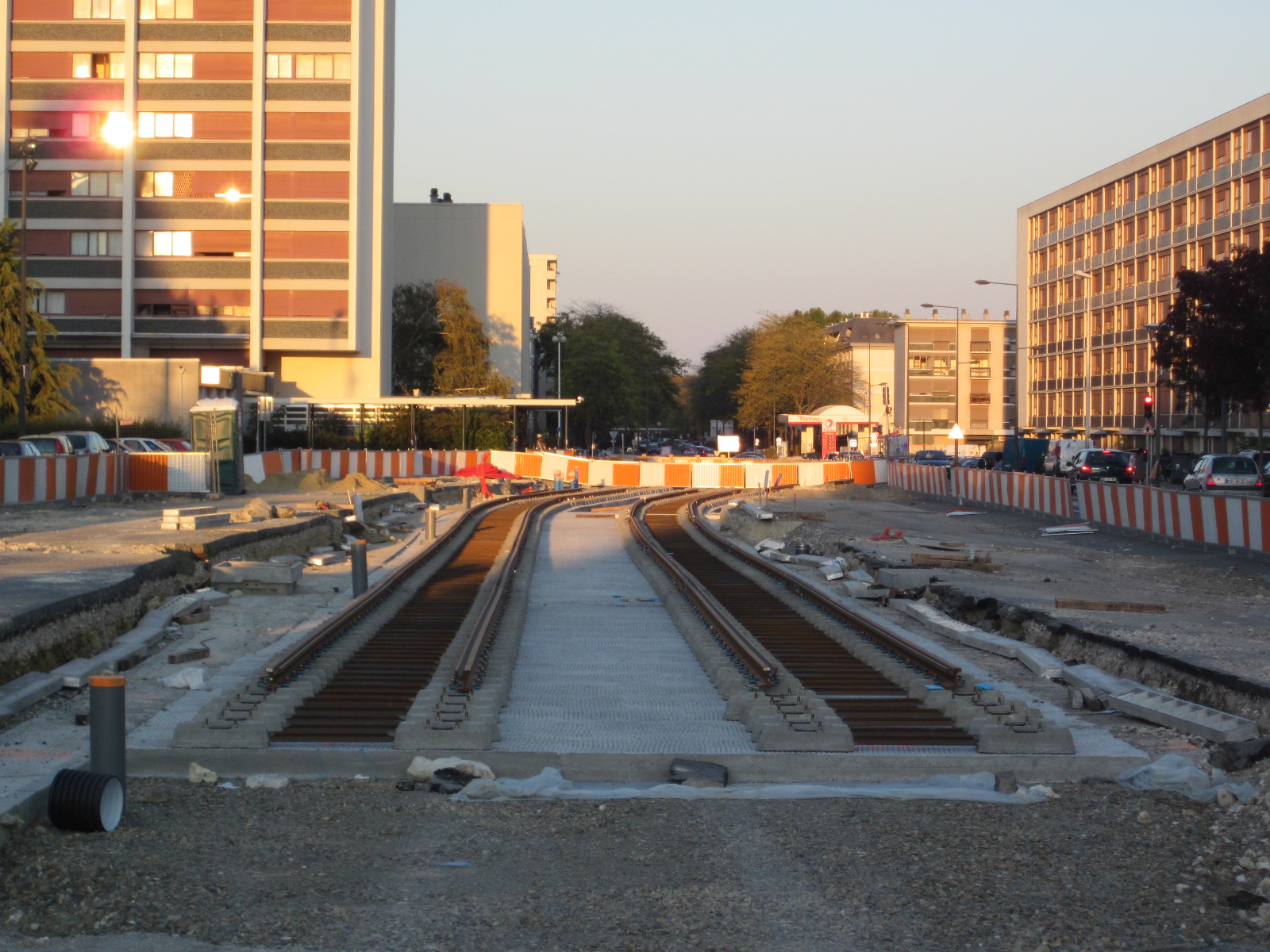
Les travaux du tramway, en octobre 2011.
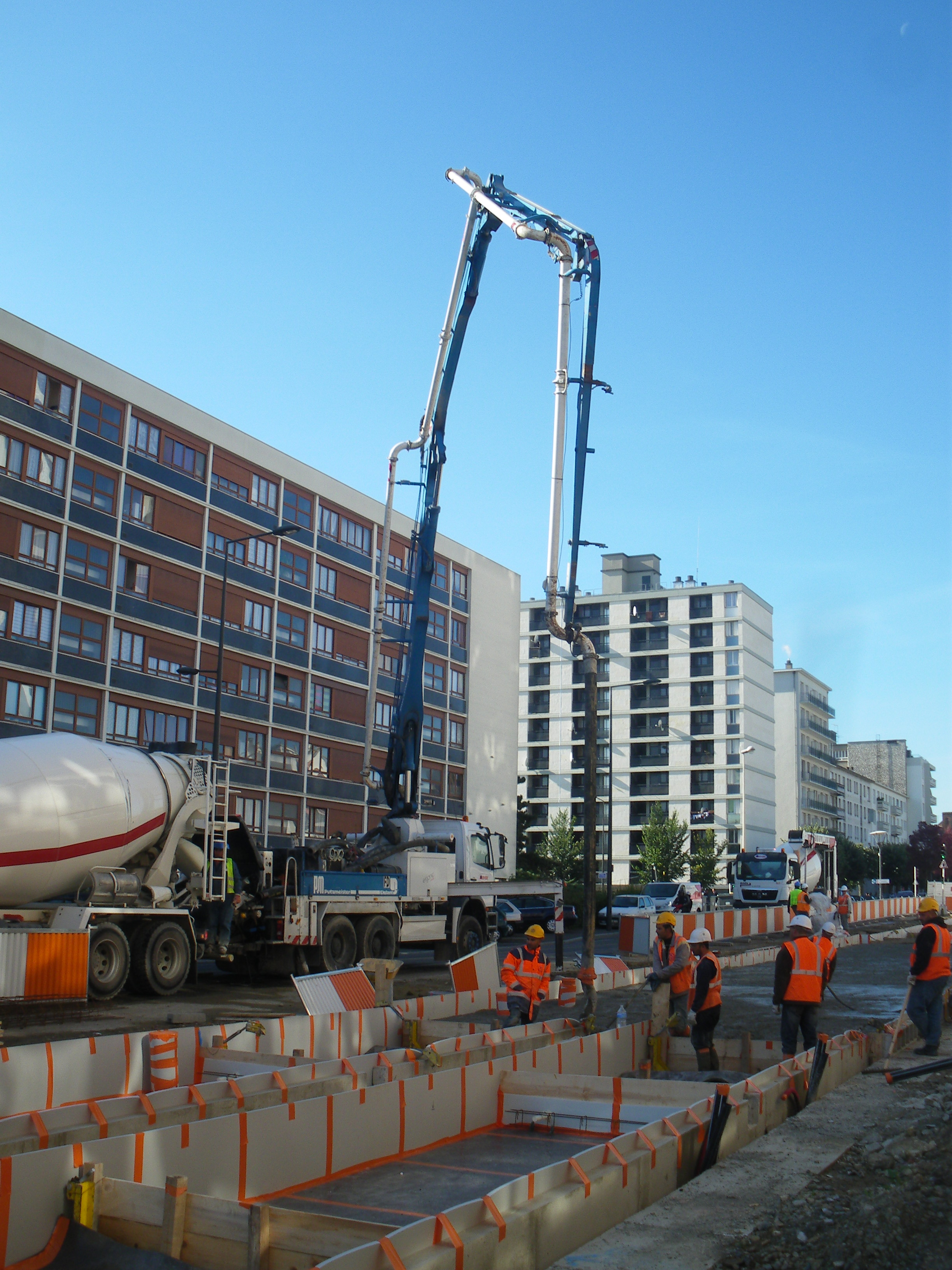
Les travaux du tramway, en octobre 2011.
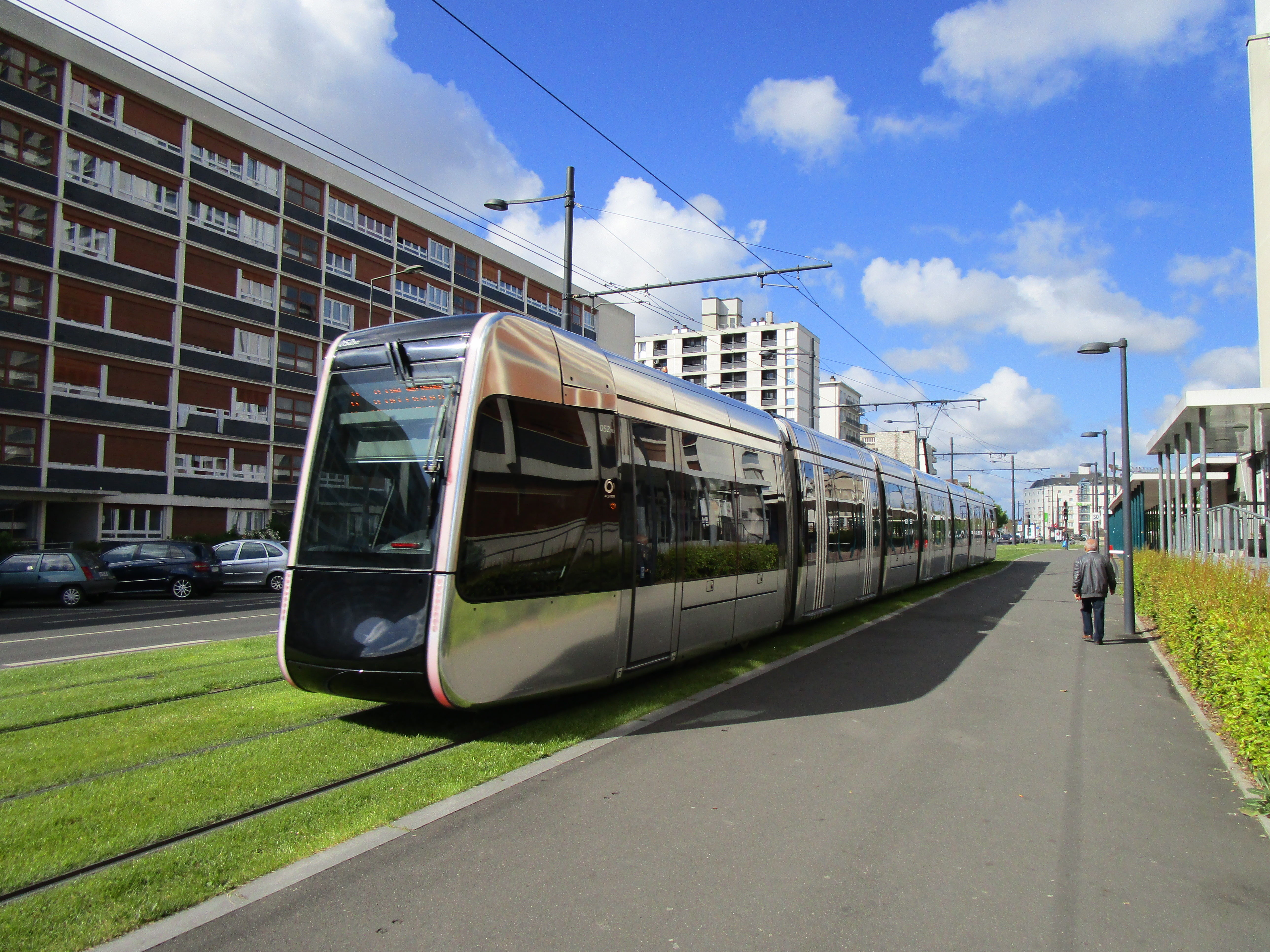
Le tramway avenue du Général de Gaulle.

## Conditions de vie et politique de la ville

### Conditions socio-économiques

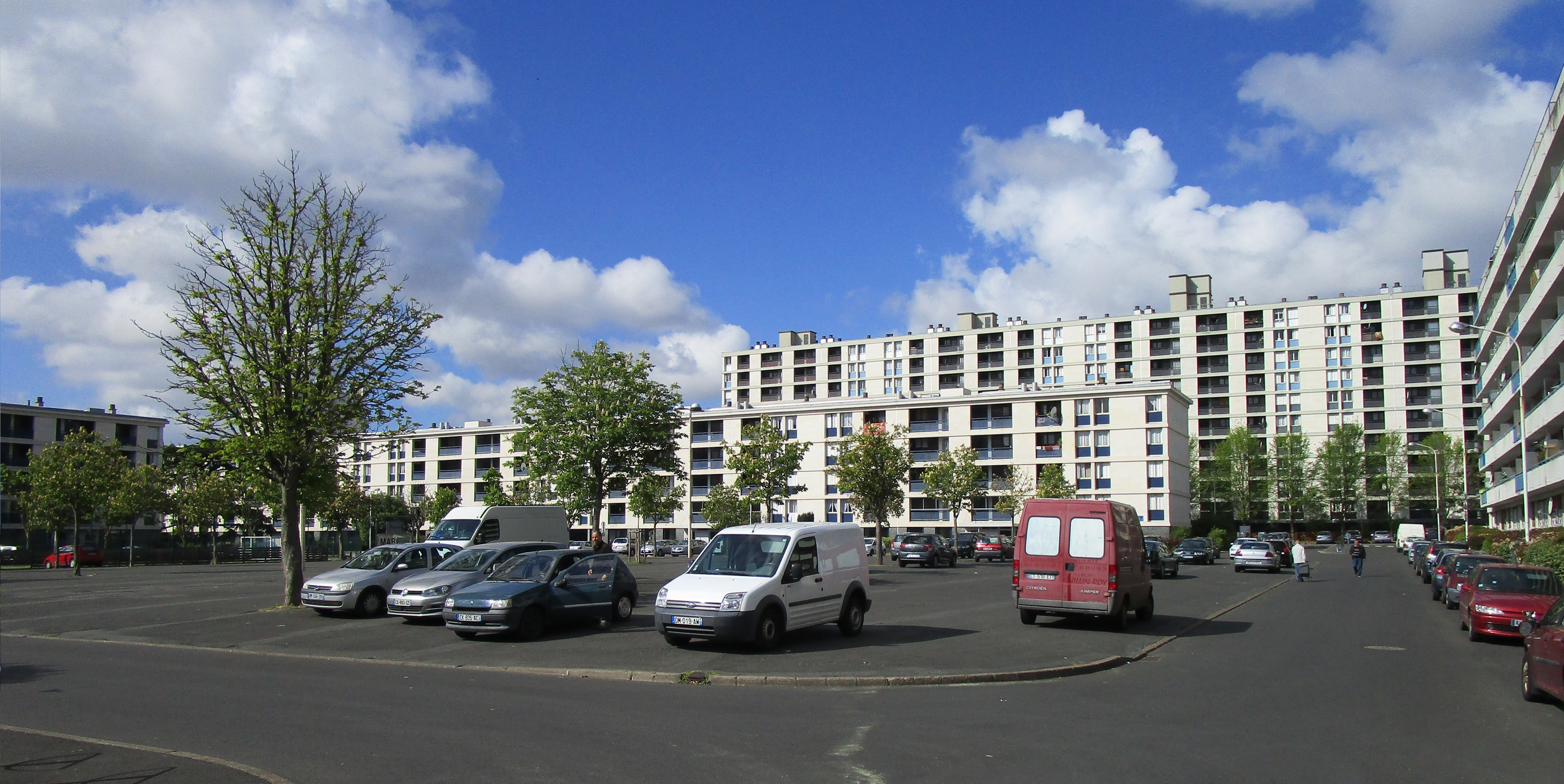
Place Saint-Paul du Sanitas.

Le Sanitas est le plus important quartier d'habitations à loyer modéré (HLM) du département d'Indre-et-Loire, ceux-ci logeant 65 % des habitants du quartier. Il connait des conditions économiques et sociales difficiles : en 2009, la part de population à bas revenus était de 38 % (contre en moyenne 7,3 % dans l'agglomération tourangelle) avec un taux de chômage de 24,9 %, et le taux de pauvreté se situe à 52,3 %. Le revenu moyen annuel est de 13 700 euros par ménage, soit environ 1 140 euros par mois, ce qui en fait le quartier le plus pauvre de l'agglomération tourangelle. Les disparités sociales avec le reste de l'agglomération sont donc élevées, mais elles sont aussi importantes au sein même du quartier. Le taux de pauvreté se situe en effet à 63 % dans le sud (secteur Pasteur et Christophe Colomb) contre 36 % dans le nord.
Le quartier était une zone urbaine sensible de 1996 à 2014, devenu un « quartier prioritaire de la politique de la ville » et bénéficie à ce titre du programme de l'Agence nationale pour la rénovation urbaine. Il est sujet à des problèmes de délinquance et notamment de trafic de drogues et connait sporadiquement des périodes de tensions, avec parfois des coups de feu. Les trafics se sont longtemps centrés autour de la barre Saint-Paul et de la station essence, avant de se déplacer vers la Rotonde après les destructions de 2020. L'allée de Luynes est connue pour être un « entrepôt de résine et d’armes ». Par ailleurs, le Sanitas a connu des conflits avec d'autres quartiers, particulièrement la Rabière à Joué-lès-Tours, au sud de Tours. Le quartier présente en contrepartie un important réseau d'associations, comme le centre social Pluriel(le)s inauguré en 2013 et des éducateurs de rue. Le plus connu est surtout l'Observatoire des inégalités, qui a été fondé dans le quartier en 2003 et y siège toujours.

### Réhabilitations

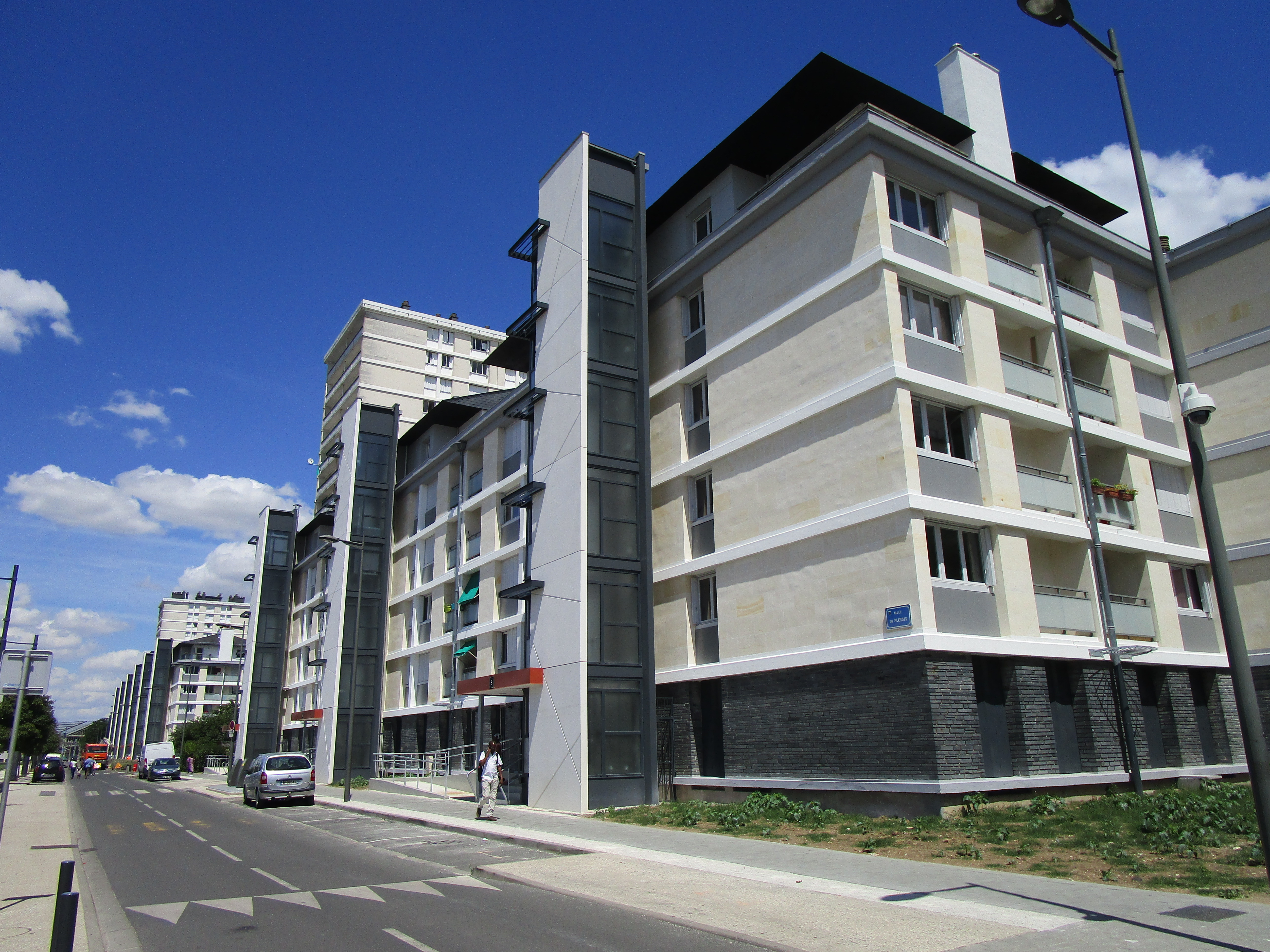
Ascenseurs externes installés en 2017.

Le Sanitas fait l'objet de travaux de réhabilitations depuis les années 1990 mais ceux-ci ont été jusqu'à présent assez modestes. Le bailleur social a surtout procédé à des mises aux normes, aux rénovations de certaines façades, à la réalisation de toitures ainsi qu'au réaménagement de certains halls d'immeubles. L'aménagement le plus marquant est la destruction de la barre Theuriet et de ses 126 logements en 2005, remplacée par un jardin exotique. À proximité, la vétuste école primaire Diderot-Pascal est reconstruite en 2010,.
En 2016, le bailleur social installe des ascenseurs externes pour des immeubles de cinq étages qui disposaient alors uniquement d'escaliers et posaient problème pour une population vieillissante. Des appartements sont également transformés en une dizaine de logements étudiants, afin de favoriser « l'inter-génération ». Cependant, le Sanitas fait partie des quatre quartiers de la ville de Tours visés par le « nouveau programme national de renouvellement urbain » (NPNRU) sur la période 2014-2024 et fait à ce titre l'objet de projets bien plus importants pour l'avenir.

### Futur du quartier

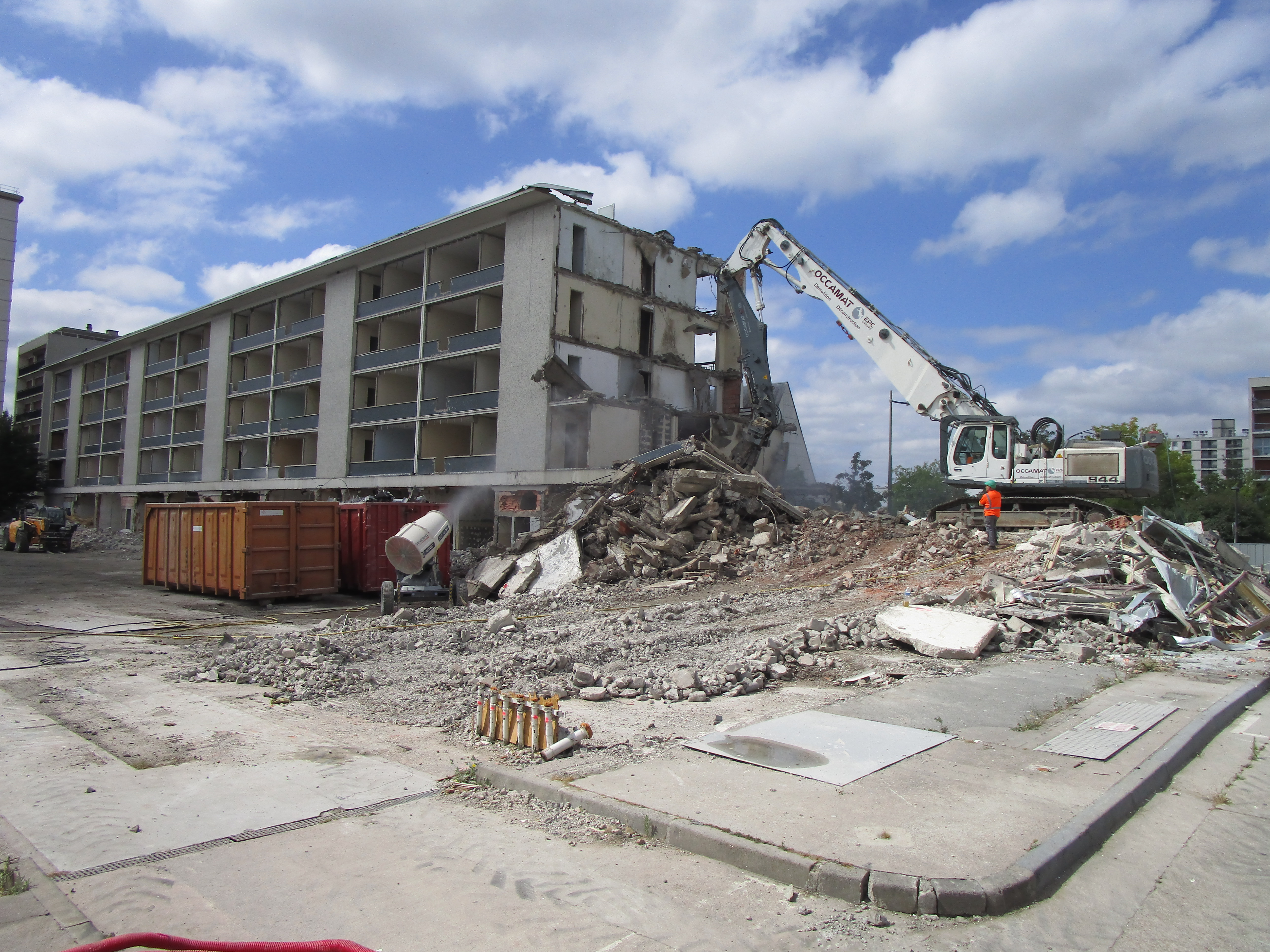
Destruction de la barre « 37 », place Saint-Paul.

L'agglomération de Tours et l'ANRU se mettent d'accord en 2016 pour un plan de réaménagement visant à des « destructions-reconstructions » et plusieurs études sont menées afin d'ouvrir le quartier et assurer une meilleure mixité sociale. La ville annonce en 2017 les grandes lignes du projet de restructuration du quartier pour 140 millions d'euros. La destruction de 470 logements est prévue d'ici 2024, soit 10 % de l'ensemble du parc social du quartier. En juillet 2020, la barre d'immeuble « 37 » de quatre étages située sur la partie est de la place Saint-Paul est détruite, conduisant à la disparition de la station d'essence et des commerces situés au rez-de-chaussée. En 2022, le nord du quartier voit ensuite la destruction de 230 logements dans un secteur idéalement situé à proximité de la gare et de la passerelle Fournier. Trois immeubles de quatre étages sont d'abord démolis en début d'année sur l'allée Cheverny, puis la barre « D » de dix étages sur l'allée de Moncontour, bâtiment similaire à la barre Thieuret détruite en 2005. Leurs pierres de tuffeau sont récupérées pour être réutilisées sur de futurs chantiers.

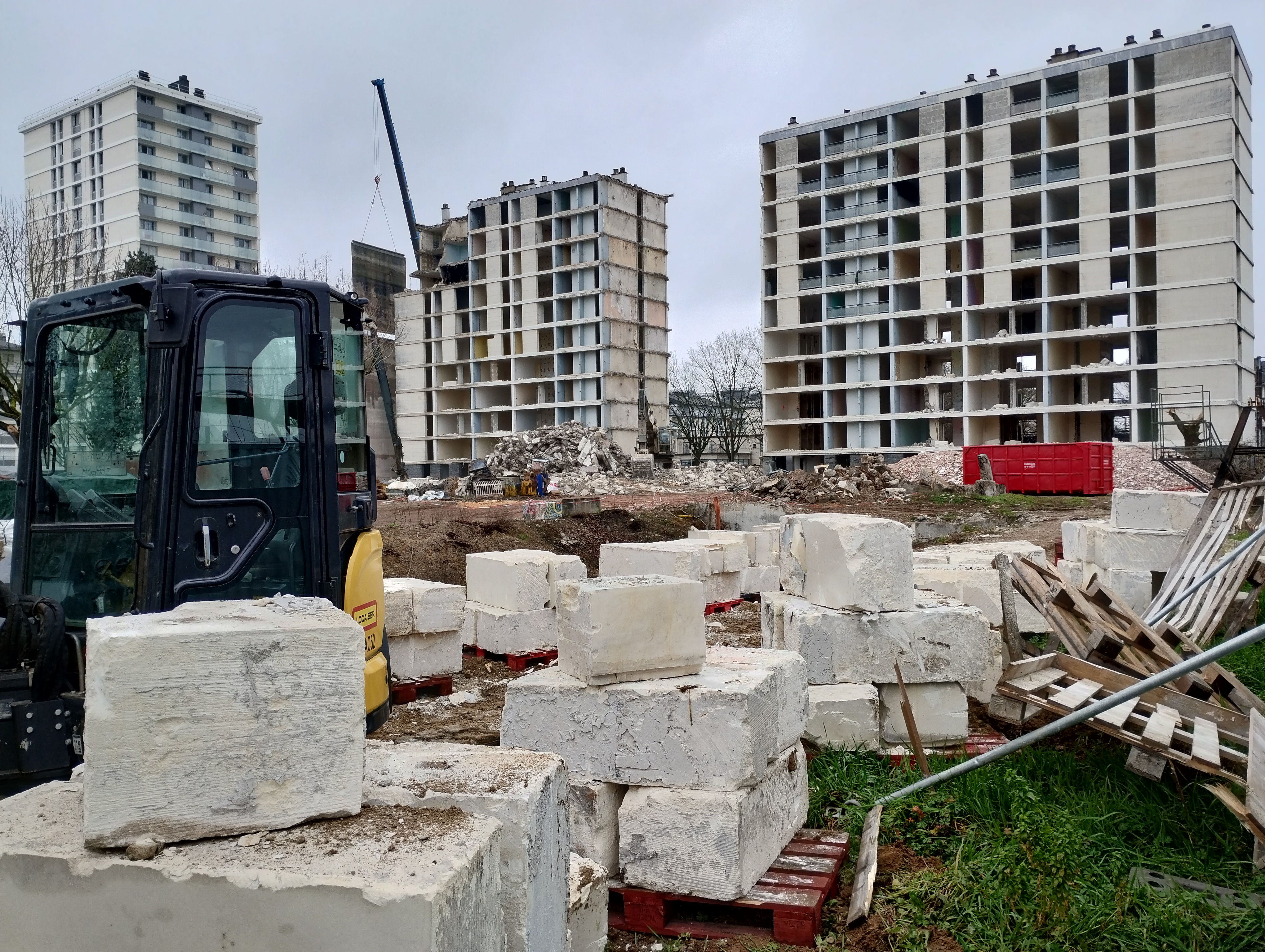
Destruction de la barre « D » sur les allées Bechellerie et Moncontour, issu du lot des 811.

Enfin, les immeubles situés tout autour de la rue Aristide Briand seront également supprimés dans le sud du quartier, secteur Christophe Colomb, d'ici 2024. En lieu et place de ces logements sociaux, la mairie promet l'installation d'ici 2030 de 900 logements privés et un centre commercial, voire des bureaux d'entreprises, salles de sports ou logements étudiants. De nouveaux axes de circulation devraient également voir le jour avec la destruction partielle d'une barre d'immeuble sur l'allée de la Belle-fille, pour relier la place Saint-Paul avec la rue Saint-Lazare. La cour de récréation de l'ancien collège Pasteur devrait également laisser place à une nouvelle rue et le gymnase de la Rotonde serait détruit, pour laisser place à des logements et un nouveau gymnase, plus petit,. L'école Claude-Bernard sera reconstruite.
Le projet rencontre l'hostilité de certains habitants qui s'inquiètent des priorités et pointent une volonté d'effacer l'histoire du Sanitas. La refonte du quartier se concentre en effet surtout sur l’implantation de logements privés haut-de-gamme, dans le but affiché d'assurer une meilleure mixité sociale mais aussi afin de profiter de la position centrale du quartier dans la ville pour attirer des promoteurs et une population plus aisée. Elle risque donc de renvoyer les classes populaires vers des quartiers beaucoup plus excentrés, les habitants dénonçant ainsi un processus de « gentrification ». Ils critiquent également la disparition des commerces. Un certain mépris de l'identité du quartier et de ses habitants est également pointé, alors que le protocole de préfiguration annonce la volonté de « faire émerger à l'intérieur du quartier prioritaire de nouveaux noms de quartier appelés à se substituer à celui du Sanitas »,.

## Éducation

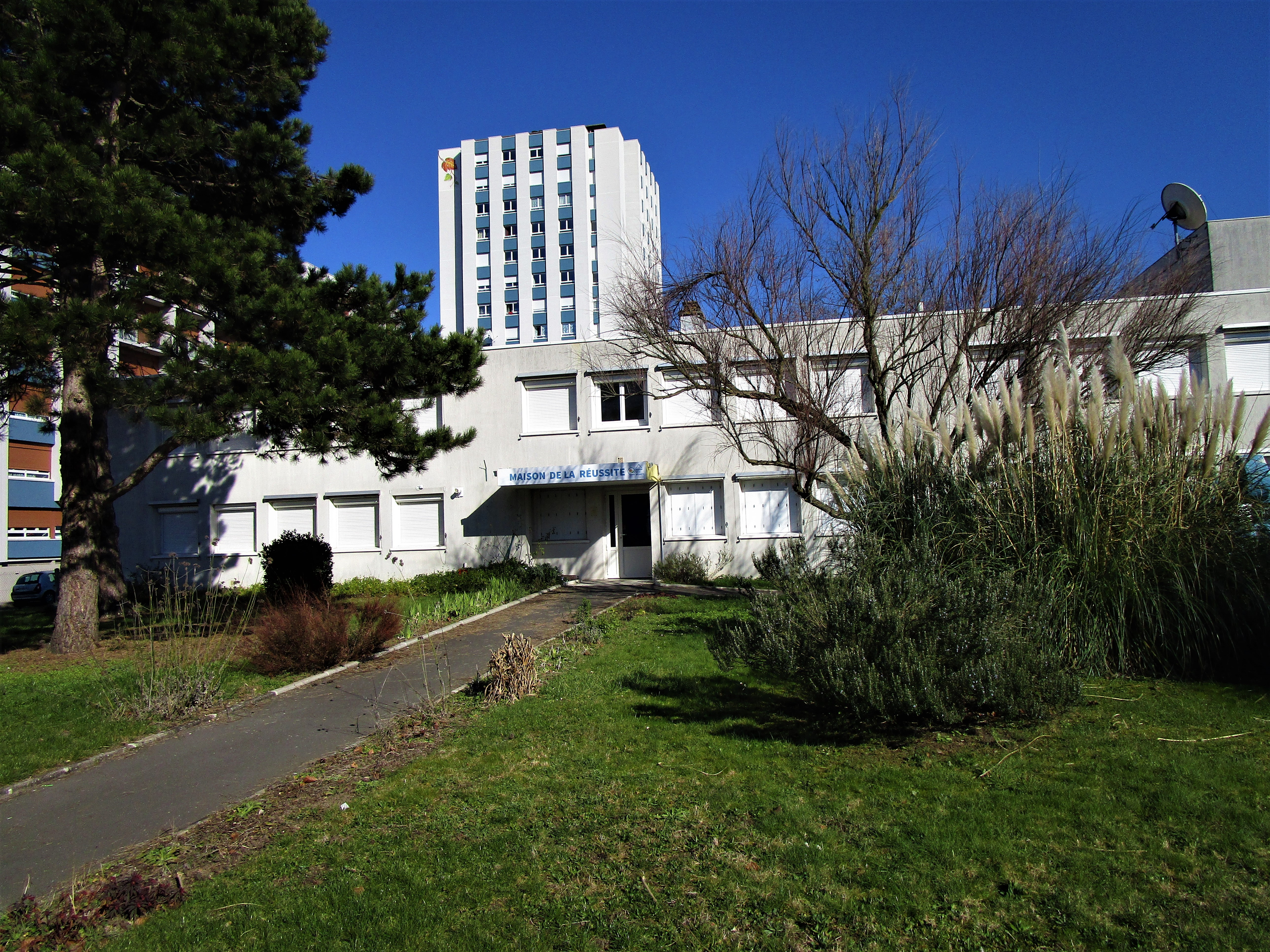
L'ancien collège Pasteur.

Les élèves du Sanitas sont scolarisés dans différents établissements, surtout au sein du quartier ou à proximité. On trouve  à l'intérieur du quartier deux écoles maternelles : Marie Curie et Pauline Kergomard avec respectivement 126 et 165 élèves, ; et deux écoles primaires : Pascal-Diderot et Claude Bernard, qui comptent respectivement 126 et 212 élèves, en 2017,. À proximité, de nombreux enfants et adolescents du quartier sont scolarisés dans l'école élémentaire et le collège Michelet, rue Galpin Thiou, avec 124 et 500 élèves. 
Le collège Michelet a d'ailleurs récupéré une partie des élèves du collège Pasteur, le seul qui était au sein du quartier mais qui a fermé en 2013 dans le but d'assurer une meilleure mixité. Sa fermeture a été décidée par le conseil général d'Indre-et-Loire alors que le collège était boudé par les familles depuis l'assouplissement de la carte scolaire, comptant moins d'une centaine d'élèves sa dernière année contre plus de 300 dix ans plus tôt. Il est le premier du département à fermer ses portes, malgré des manifestations de la population. La décision est également contestée politiquement à gauche alors que Marisol Touraine est critiquée en raison de sa promesse de ne pas fermer de collège. Les anciens locaux du collège, situés dans le sud du quartier le long des voies de chemins de fer, accueillent désormais des structures associatives réunies au sein de la « maison de la réussite ».

## Galerie de photos

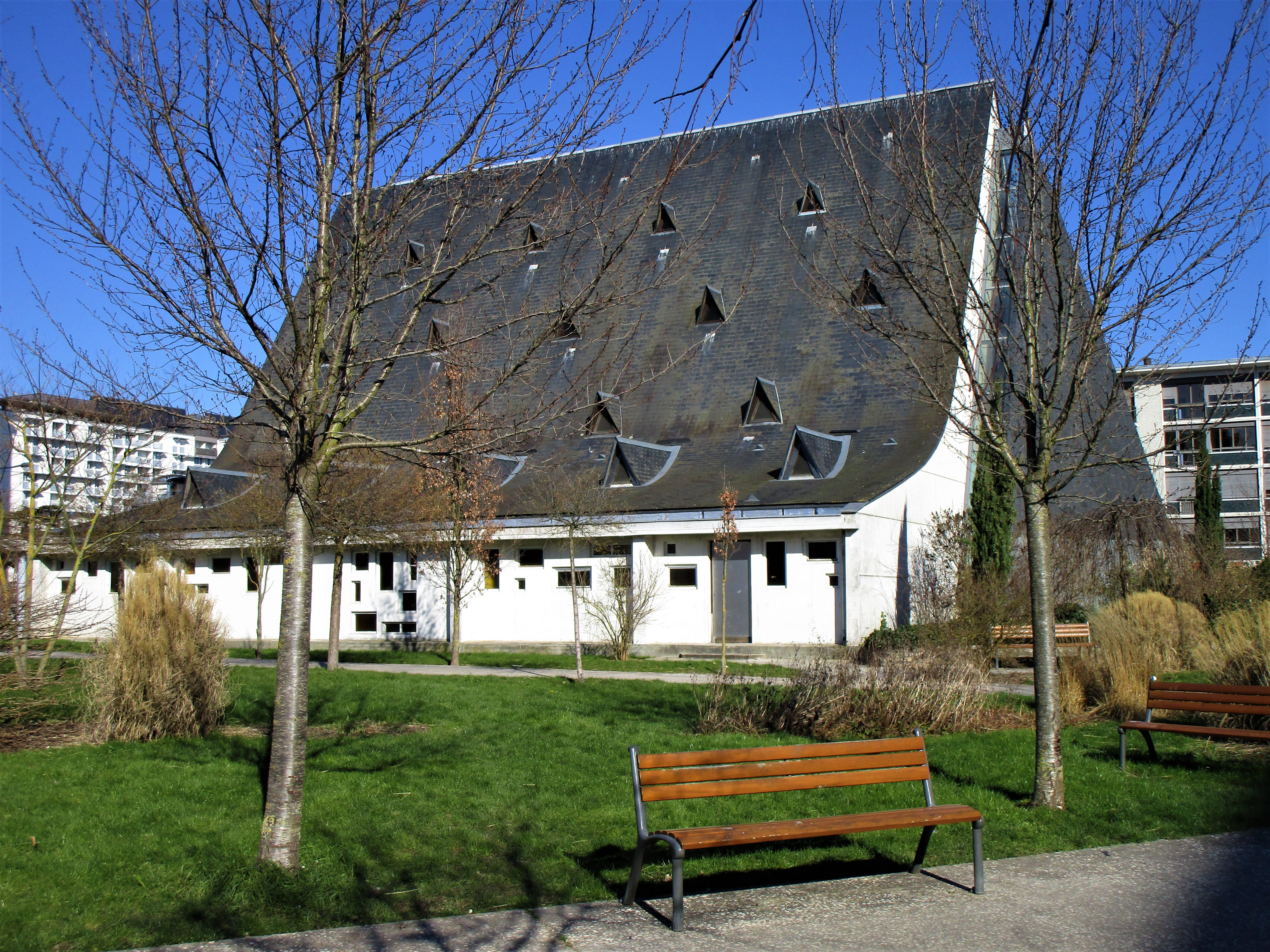
Façade ouest de l'église Saint-Paul.
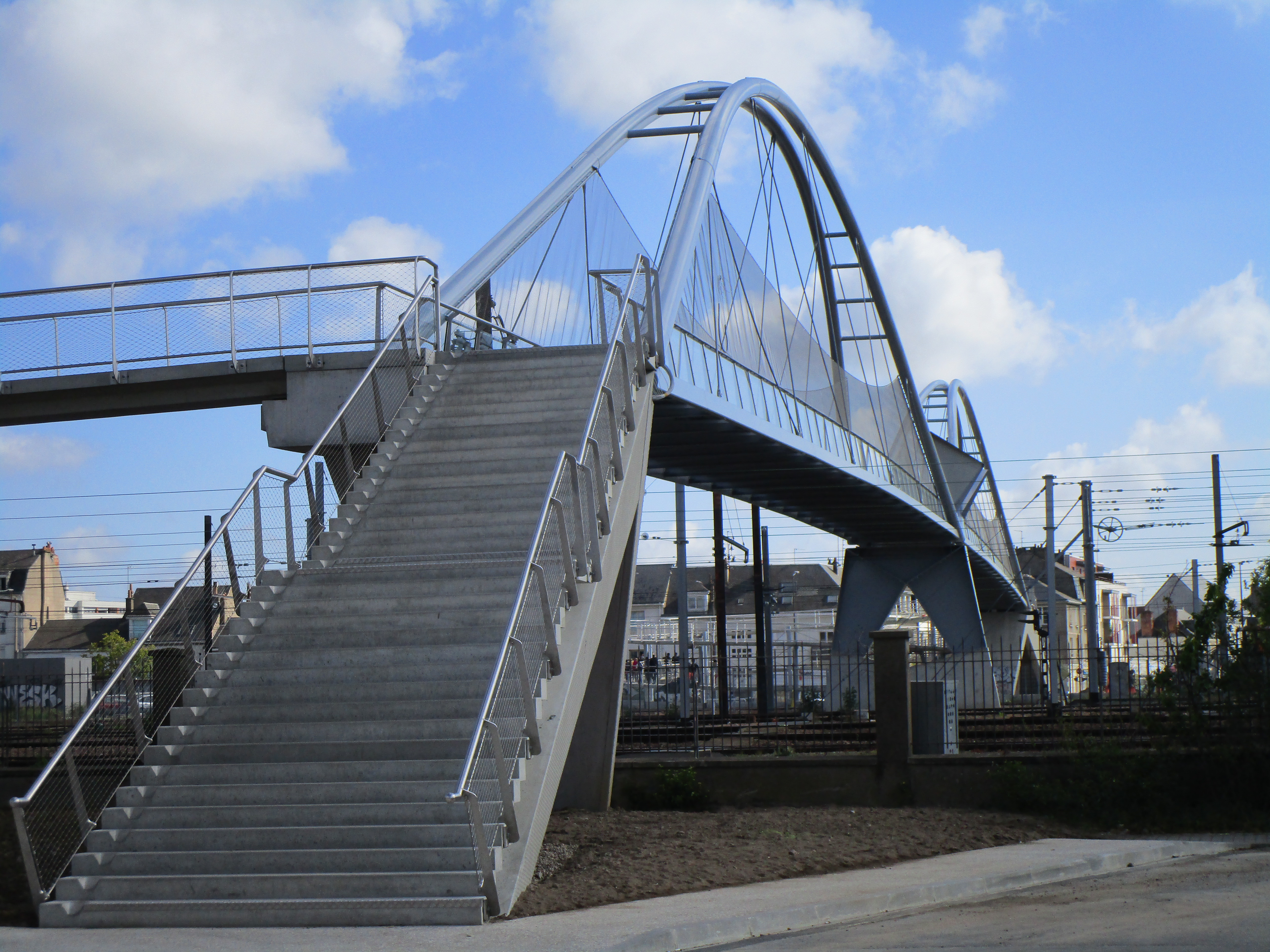
Passerelle Fournier.
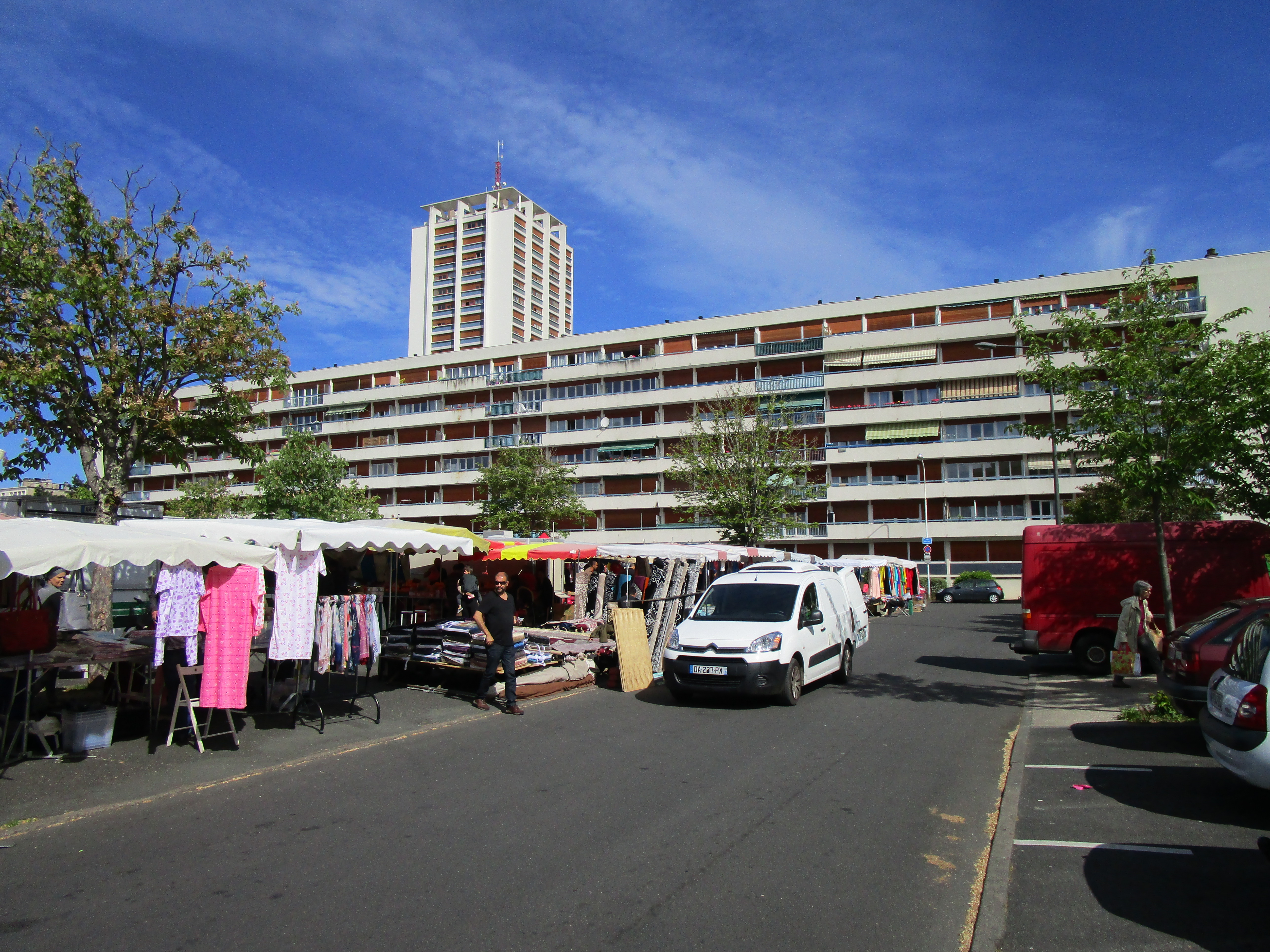
Marché de la place Saint-Paul.
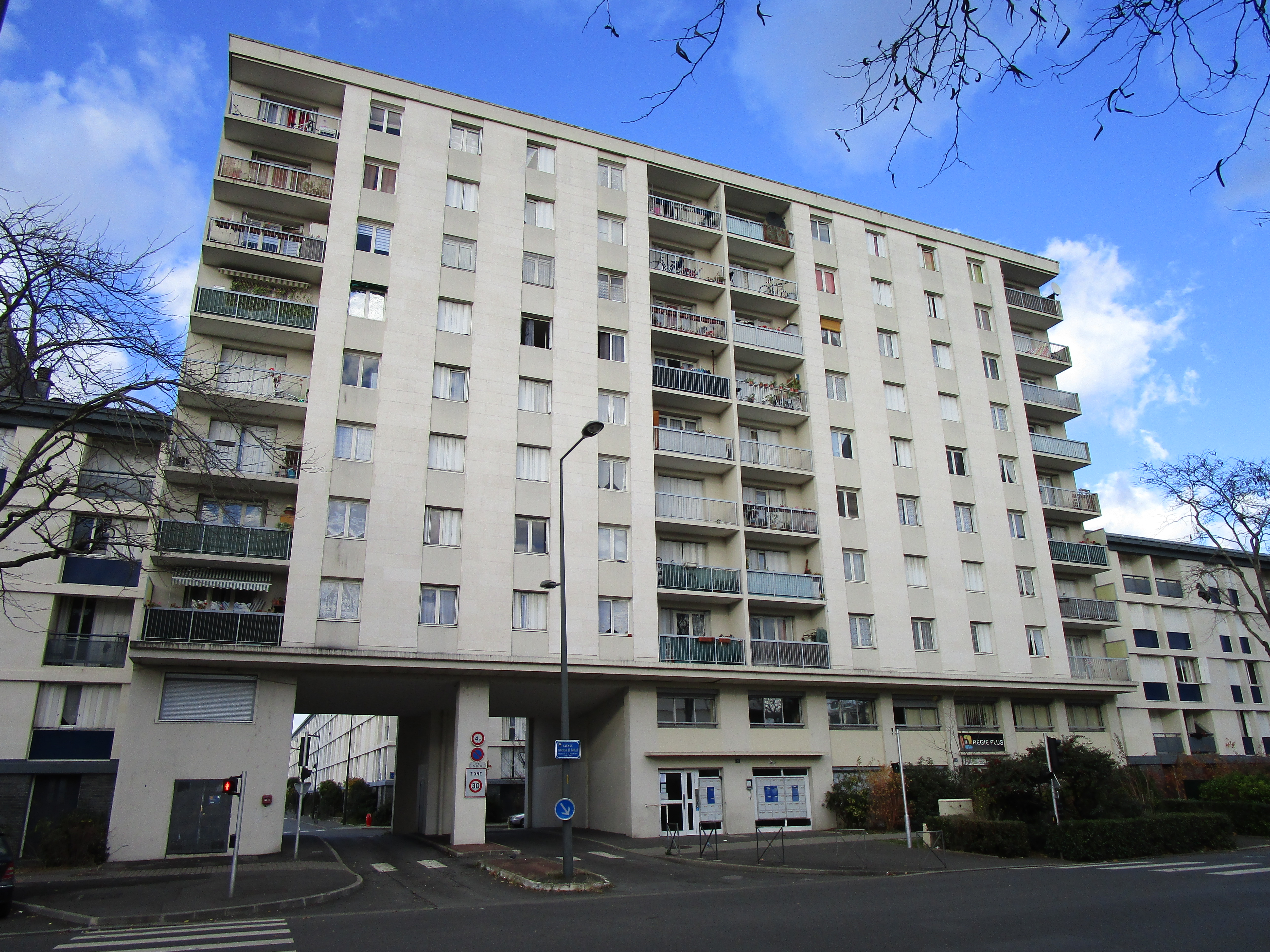
Immeuble 1ter avenue du général de Gaulle.
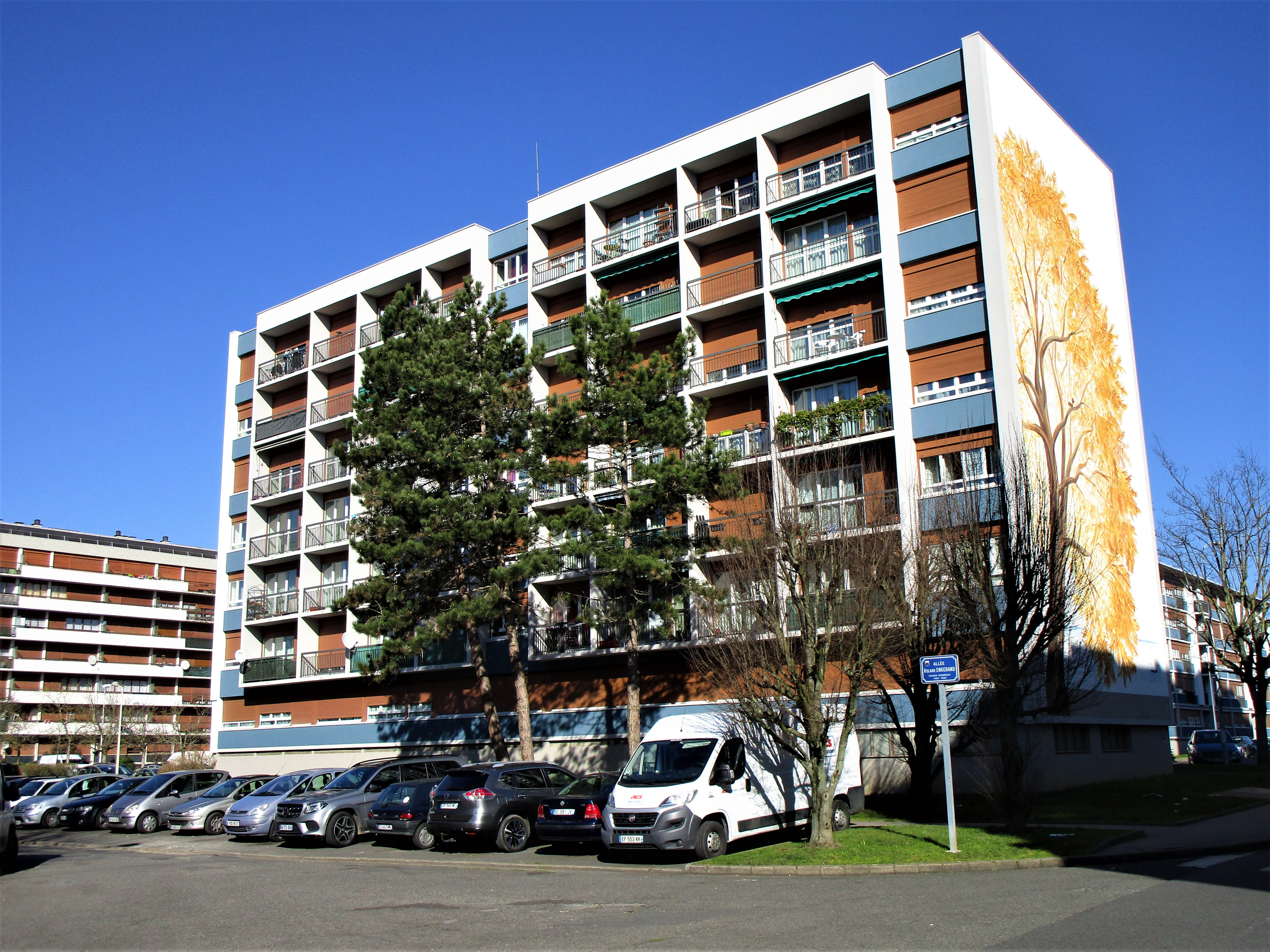
Immeuble rue Angerand.
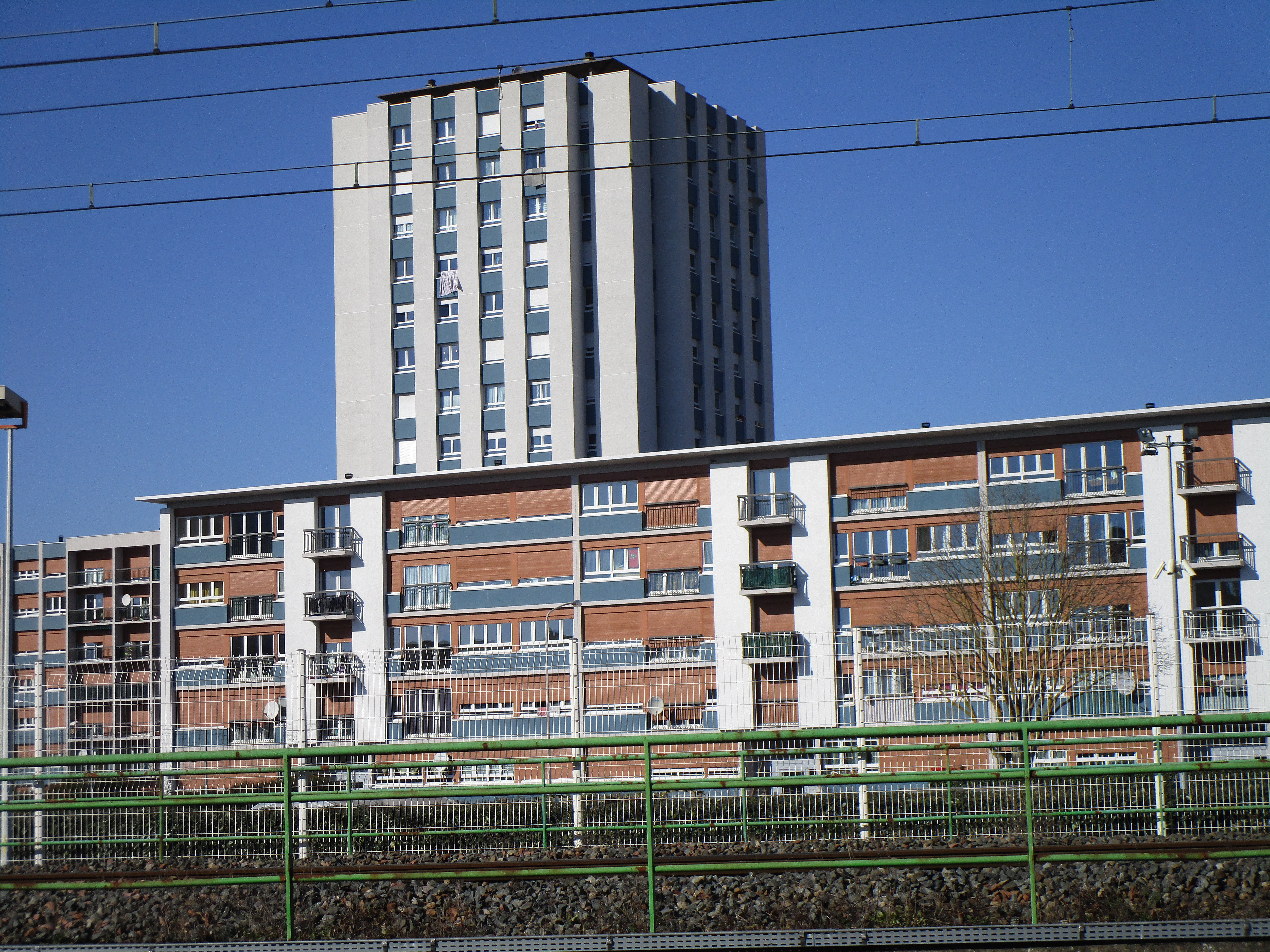
Secteur Pasteur.
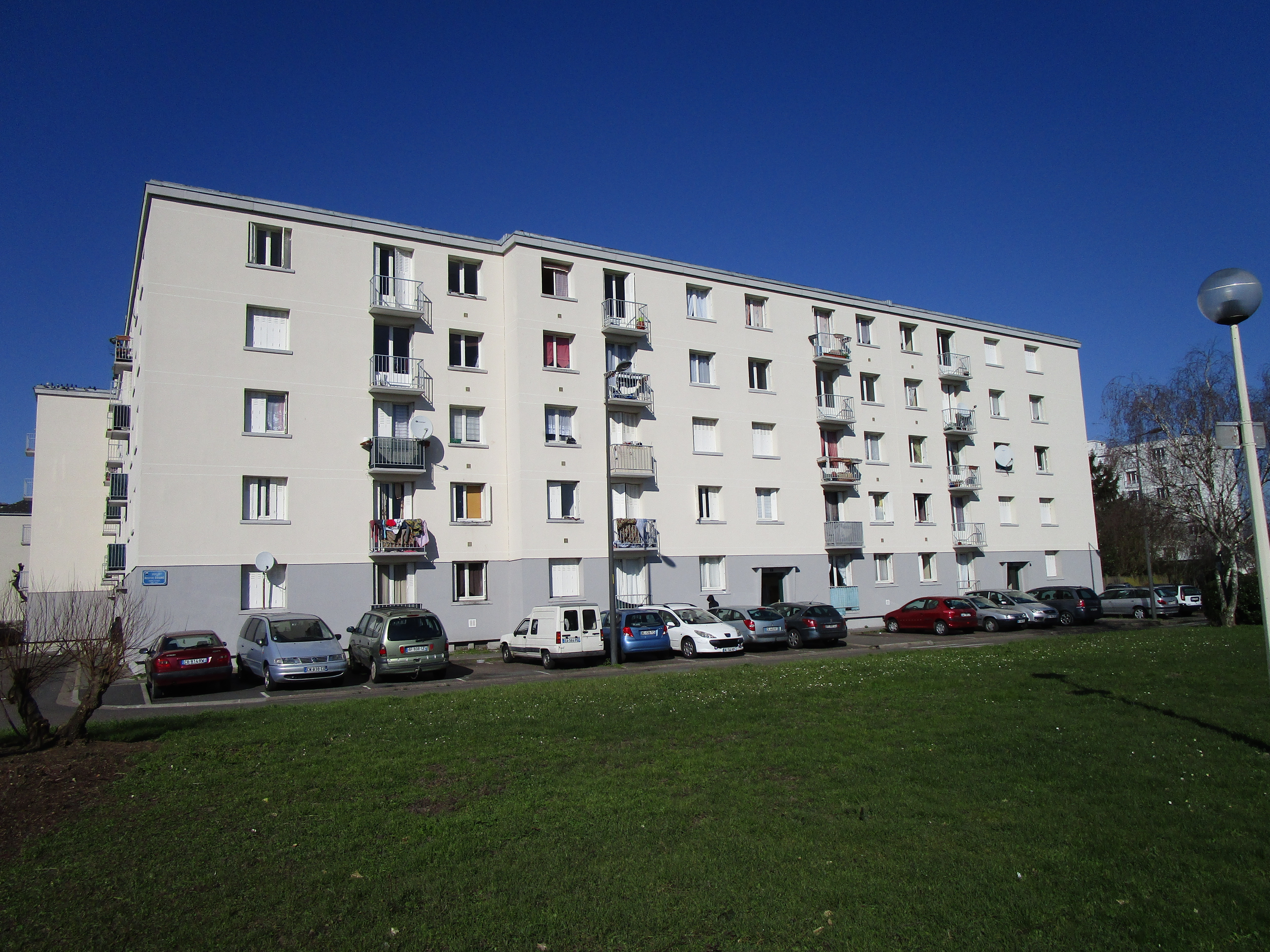
Rue Aristide Briand.
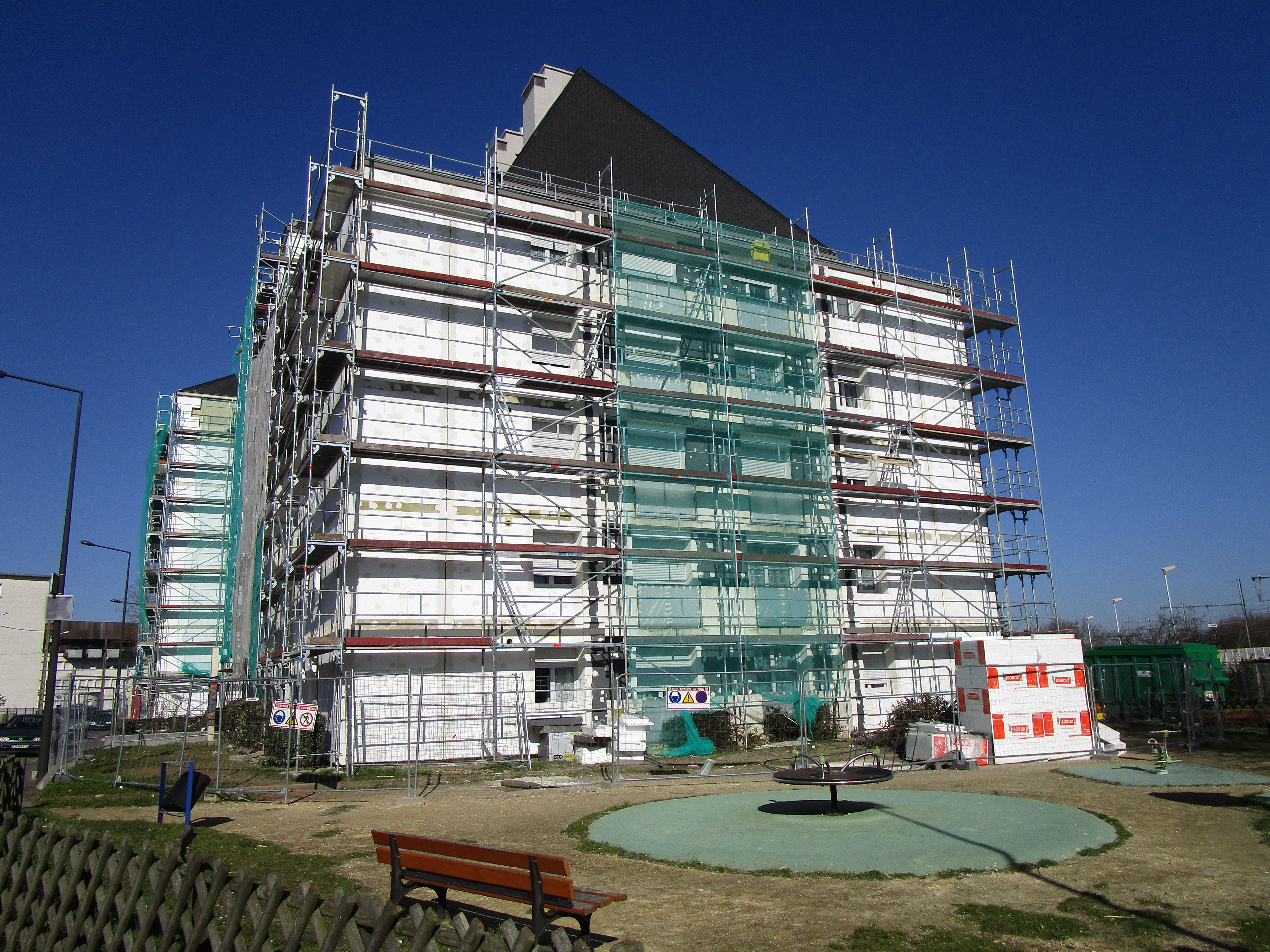
Les résidences Charcot en rénovation.